# Bruno Collaço
Pour les articles homonymes, voir Bruno et Collaço.
Bruno Collaço est un footballeur brésilien né le 8 mars 1990 à São Leopoldo dans le Rio Grande do Sul. Il évolue au poste d'arrière gauche.

## Biographie
Après avoir fait ses adieux au Joinville EC, champion du Brésil de Série B , il signe le 23 janvier 2015 avec le FC Sochaux-Montbéliard dans le cadre d'un prêt avec option d'achat.
Son transfert définitif est acté en juin 2015 et signe un contrat de deux ans avec le FCSM.

## Palmarès
Il est champion du Brésil de Série B en 2012 avec Goiás et en 2014 avec Joinville. Il est également champion de l'État du Goiás en 2012 avec Goiás et champion de l'État du Rio Grande do Sul en 2010 avec Grêmio. A titre individuel, il est élu meilleur latéral gauche du championnat du Brésil de Serie B en 2010.